# Turkmeńscy arcymistrzowie szachowi
Lista turkmeńskich szachistów, posiadających tytuły arcymistrzów (GM) i arcymistrzyń (WGM), zarówno w grze klasycznej, korespondencyjnej, kompozycji szachowej, jak i w rozwiązywaniu zadań szachowych oraz tytuły arcymistrzów honorowych (HGM), przyznawanych za osiągnięcia w przeszłości. Obejmuje także zawodników, którzy barwy Turkmenistanu reprezentowali tylko w pewnym okresie swojego życia.

## Szachy klasyczne

### arcymistrzowie
| Zawodnicy           | Rok urodzenia | Rok śmierci | Rok nadania | Uwagi                     |
| ------------------- | ------------- | ----------- | ----------- | ------------------------- |
| Mesgen Amanow       | 1986          |             | 2009        |                           |
| Orazly Annageldiýew | 1960          |             | 2005        |                           |
| Babakuli Annakow    | 1972          |             | 1997        | obecnie Stany Zjednoczone |
| Sapar Batyrow       | 1967          |             | 1998        |                           |
| Hanjar Ödäýew       | 1972          |             | 2004        |                           |

### arcymistrzynie
| Zawodniczki     | Rok urodzenia | Rok śmierci | Rok nadania | Uwagi          |
| --------------- | ------------- | ----------- | ----------- | -------------- |
| Mähri Geldiýewa | 1973          |             | 1998        | z domu Öwezowa |